# Sziki tölgyes
A sziki tölgyes (Festuco pseudovinae – Quercetum) az enyhén lúgos kémhatású szolonyec szikes talajok jellemző növénytársulása. A sziki tölgyesekben a kisebb-nagyobb erdőfoltok füves tisztásokkal váltakoznak, ezért az erdős sztyepp társulások közé soroljuk őket. A leggyakrabban ősi morotvák, régi folyómedrek kanyarulataiban maradtak fenn.

## Magyarországon
Néhány kisebb foltban megmaradtak a Tiszántúlon (Crisicum flórajárás), amin kívül csak egyetlen állományuk nő a Kisalföld és a Kemenesalja határvidékén. Legismertebb tiszántúli képviselői:
- a bélmegyeri Fás erdő,
- az ohati erdő,
- az újszentmargitai erdő,
- a hencida–gáborjáni Cserje-erdő.

## Termőhelye, kialakulása
A kevés tápanyagot tartalmazó talajban a sok nátriumsó vízelvonó hatása fiziológiai szárazságot idéz elő. Az A szint kilúgzott (inkább sztyeppesedő réti) szolonyec szikes, a mélyebb rétegek kémhatása enyhén lúgos. A talajvízszint viszonylag magas, évi ingadozása jelentős. Mai állományai zömmel a folyószabályozások és ezzel a talajvíz szintjének csökkenése után alakultak ki a korábbi üde sziki tölgyesekből vagy keményfás ártéri erdőkből. Elvileg kialakulhatott tatár juharos lösztölgyes elszikesedésével is, de konkrét példát erre nem ismerünk.
Degradáló tényezői:
- erdőgazdálkodás,
- kiszárítás,
- vadtúltartás,
- (a puszta felől) legeltetés.

## Megjelenése
A sziki tölgyes olyan ligetes kocsányos tölgyes, amelynek aljnövényzetében az erdei elemek sztyeppi és sziki fajokkal keverednek. Tisztásain:
- sziki magaskórósok,
- ecsetpázsitosok,
- löszgyepek,
- nádasok nőnek, némelyiken
- kisebb ürmöspuszta foltokat találunk.

Lombkoronája nem magasabb 15 méternél, az erdő szélein még kevesebb. Közönséges fajokból álló cserjeszintje összeolvad a lombkoronaszinttel. A kontinentális, pontusi és szubmediterrán flóraelemek együttes mennyisége 20% körüli. Bennszülött fajokat ritkán tartalmaz.

## Növényei
Uralkodó fafaja a kocsányos tölgy (Quercus robur).
A széleken előfordul:
- a molyhos tölgy (Quercus pubescens) és
- a csertölgy (Quercus cerris) is

(feltehetően csak ültetve, illetve elvadulva).
Az alsó lombkoronaszintben fává nő a tatár juhar (Acer tataricum).
A cserjeszint jellemző növénye a vadkörte (Pyrus pyraster)
A sziki tölgyesek gyepszintjében számos védett növény:
- magyar zergevirág (Doronicum hungaricum),
- epergyöngyike (Muscari botryoides),
- réti kardvirág (Gladiolus imbricatus)

nő.
További, jellemző fajok:
- bársonyos tüdőfű (Pulmonaria mollis),
- magas gyöngyperje (Melica altissima),

A főleg az erdőszéleken élő sótűrő növények:
- sziki kocsord (Peucedanum officinale),
- sziki üröm (Artemisia maritima),
- bárányüröm (Artemisia pontica),
- pettyegetett őszirózsa (Aster punctatus),
- aranyfürt (Aster linosyris).